# ArtScience Museum
O ArtScience Museum é um museu dentro do resort integrado de Marina Bay Sands no Downtown Core da Área Central de Singapura. Inaugurado em 17 de fevereiro de 2011 pelo primeiro-ministro de Singapura, Lee Hsien Loong, é o primeiro museu ArtScience do mundo, apresentando importantes exposições que combinam arte, ciência, cultura e tecnologia.
Embora uma exposição permanente na ArtScience Gallery tenha sido planejada, o Museu hospeda principalmente exposições itinerantes com curadoria de outros museus.

## Arquitetura

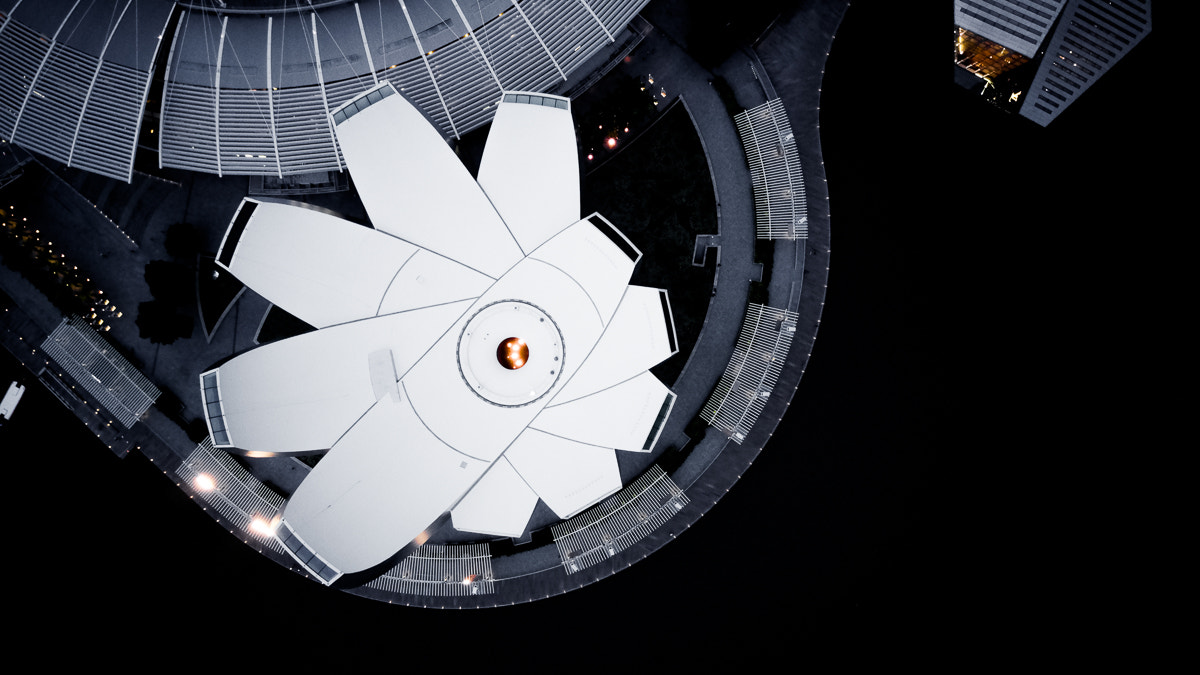
Vista aérea do ArtScience Museum

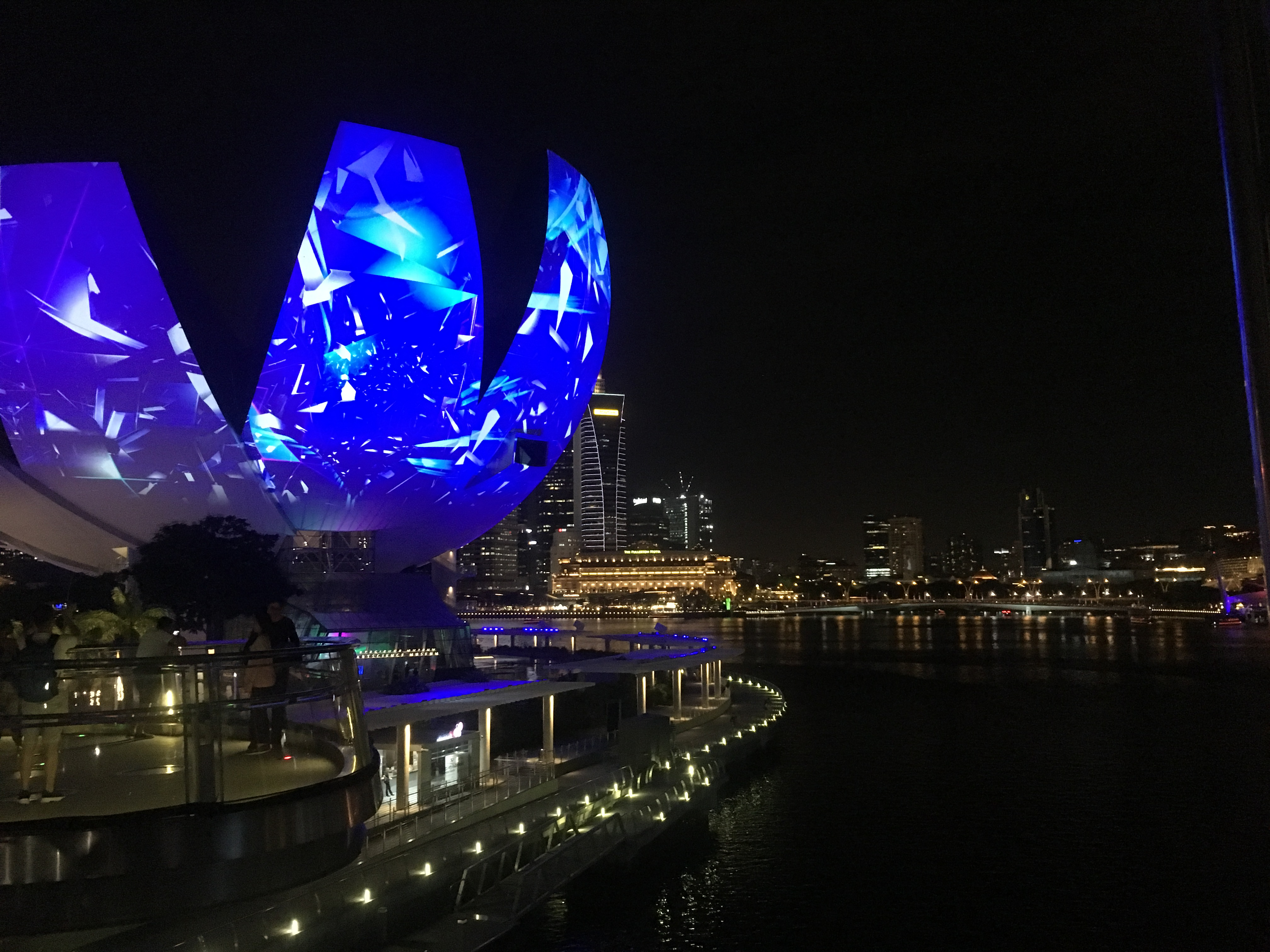
Visão noturna do Museu, em fevereiro de 2019

A arquitetura foi inspirada em uma flor de lótus. O Museu foi projetado por Moshe Safdie.
Chamado de "A Mão Acolhedora de Singapura" pelo presidente do Las Vegas Sands, Sheldon Adelson, o ArtScience Museum é ancorado por uma base redonda no meio, com dez extensões chamadas de "dedos". O conceito de design para cada dedo denota vários espaços de galeria com claraboias na "ponta dos dedos", que são incluídos como iluminação sustentável para as paredes interiores curvas.

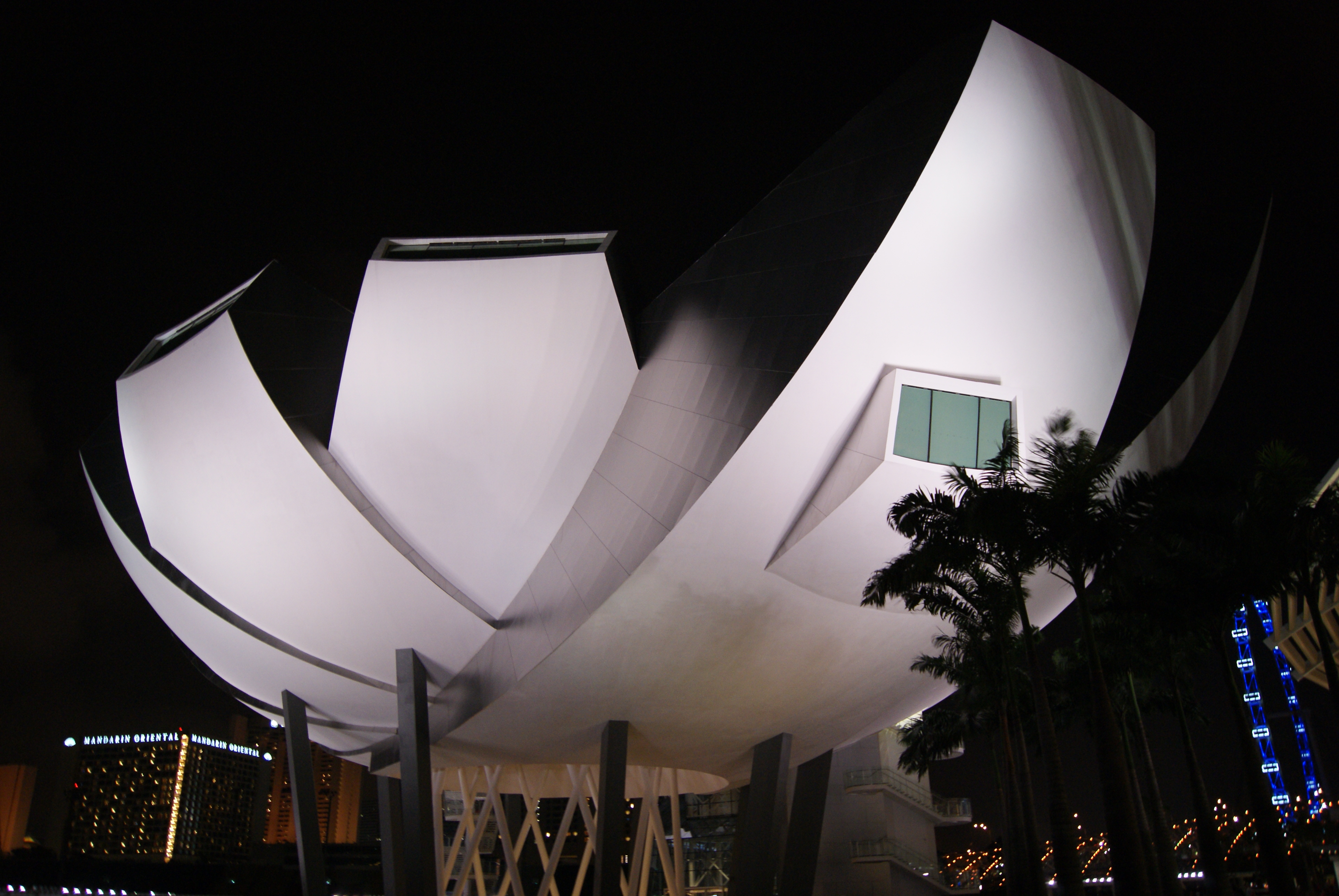
Uma visão noturna do museu fotografada em fevereiro de 2011

### Espaços de galeria
O ArtScience Museum possui 21 galerias com uma área total de 6.000 metros quadrados.

### Recursos de sustentabilidade
A água da chuva é coletada e canalizada para o centro do edifício, fluindo através de seu telhado em forma de tigela para um lago refletivo no nível mais baixo do edifício. A água da chuva é então reciclada para uso nos banheiros do prédio.

## Exposições

### Exposição permanente
Desde Future World não há exposição permanente.

### Exposições itinerantes
Algumas das exposições itinerantes no ArtScience Museum incluíram:
| Exibição                                                        | Período                                          | Apresentador |
| --------------------------------------------------------------- | ------------------------------------------------ | --- |
| Viajando pela Rota da Seda: Caminho Antigo para o Mundo Moderno | 19 de fevereiro - 27 de março de 2011            | Museu americano de história natural                                                                                              |
| Genghis Khan: a exposição                                       | 19 de fevereiro - 10 de abril de 2011            | Rex Exhibitions |
| Naufragado: Tesouros Tang e Ventos de Monção                    | 19 de fevereiro - 2 de outubro de 2011           | Arthur M. Sackler Gallery, Smithsonian Institution, Asian Civilizations Museum, National Heritage Board, Singapore Tourism Board |
| Van Gogh Alive - a exposição                                    | 16 de abril - 9 de outubro de 2011               | Grande Exhibitions, VisionsCom                                                                                                   |
| Dalí: Mind of a Genius - A Exposição                            | 14 de maio a 13 de novembro de 2011              | Fundação Stratton |
| Titanic: The Artifact Exhibition                                | 29 de outubro de 2011 - 29 de abril de 2012      | Exposições Premier, RMS Titanic, Inc.                                                                                            |
| Cartier Time Art                                                | 14 de dezembro de 2011 - 12 de fevereiro de 2012 | Cartier SA |
| Andy Warhol: 15 minutos eternos                                 | 17 de março a 21 de outubro de 2012              | Museu Andy Warhol |
| Harry Potter: a exposição                                       | 2 de junho - 30 de setembro de 2012              | Global Experience Specialists, Inc., Warner Bros. Produtos de consumo                                                            |
| Fora de dentro: um mostruário de fotos da Magnum                | 10 de outubro de 2012 - 17 de março de 2013      | Magnum Photos |
| A Arte do Tijolo                                                | 17 de novembro de 2012 - 14 de abril de 2013     | Nathan Sawaya |
| Fujians: The Blue Ocean Legacy                                  | 24 de novembro de 2012 - 28 de fevereiro de 2013 | Cingapura Hokkien Huay Kuan |
| Mamãe: segredos da tumba                                        | 27 de abril a 4 de novembro de 2013              | Museu Britânico |
| Essential Eames: A Herman Miller Exhibition                     | 29 de junho de 2013 - 16 de fevereiro de 2014    | Eames Office, Herman Miller |
| 50 melhores fotografias da National Geographic                  | 17 de agosto - 27 de outubro de 2013             | National Geographic Society |
| Dinossauros: Dawn to Extinction                                 | 25 de janeiro - 27 de julho de 2014              | Museu Americano de História Natural, PrimeSCI !, Museu Nacional de Ciências de San Juan                                          |
| Annie Leibovitz A Photographer's Life 1990 - 2005               | 18 de abril a 19 de outubro de 2014              | - |
| Humano +: O Futuro de Nossas Espécies                           | 20 de maio a 15 de outubro de 2017               | Galeria da Ciência, Dublin. |

## Exposições destacadas

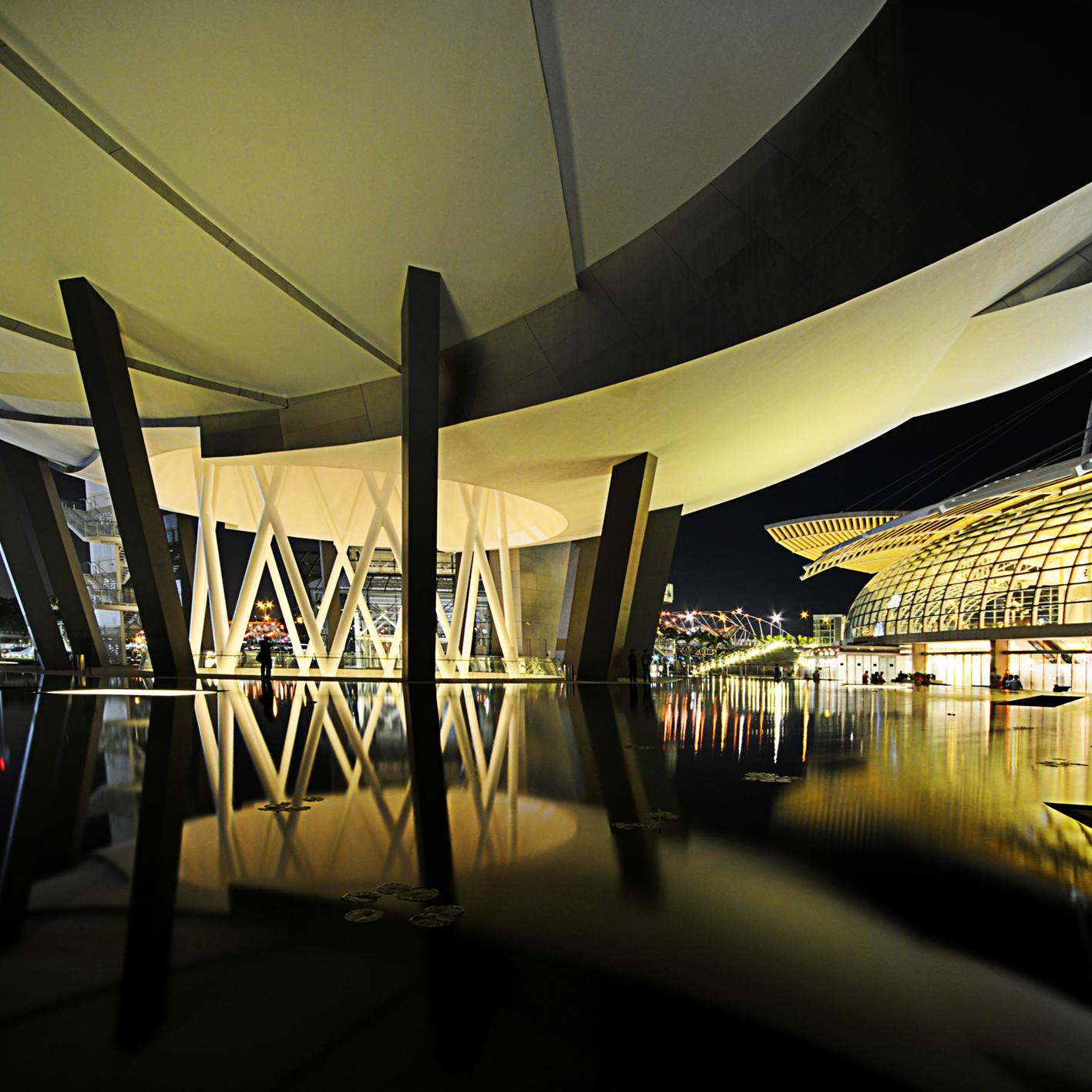
Vista de baixo.

O ArtScience Museum possui espaços de galeria totalizando 6.000 metros quadrados para exposições combinadas de arte/ciência, mídia/tecnologia, bem como de design/arquitetura.
As exposições permanentes incluem objetos indicativos das realizações das artes e das ciências ao longo dos tempos, ao longo das linhas da Máquina Voadora de Leonardo da Vinci, uma Lanterna Kongming e um peixe robótico de alta tecnologia. O museu foi inaugurado com uma exposição de uma coleção de cargas de naufrágios de Belitung e tesouros da dinastia Tang que foram descobertos e preservados por Tilman Walterfang da Seabed Explorations NZ Ltd.

### Tesouro do naufrágio Belitung
Tilman Walterfang e sua equipe encontraram os artefatos da dinastia Tang no Estreito de Gaspar em 1998 entre o naufrágio Belitung, um grande dhow árabe do século 9 que afundou por volta de 830 DC. Nos seis anos seguintes, eles foram dessalinizados, conservados e pesquisados por sua empresa Seabed Explorations Ltd na Nova Zelândia . Eles foram comprados por cerca de 32 milhões de dólares.
Uma reprodução precisa do navio dhow árabe, chamado The Jewel of Muscat, foi apresentada pelo Sultanato de Omã ao governo e ao povo de Singapura.
Os itens da coleção em turnê refletem com precisão a variedade e a magnitude da descoberta e seu significado intercultural global; esta é a maior remessa de produtos de exportação da Dinastia Tang já descoberta. A descoberta inclui algumas das mais antigas cerâmicas cobalto-azul e branco feitas na China, vários itens de ouro feitos com desenhos árabes e suásticas, potes cheios de especiarias e resinas de incenso, espelhos de bronze, milhares de taças esmaltadas, jarras e outras cerâmicas finas, bem como lingotes de chumbo. A pièce de résistance da exposição é um pequeno esconderijo de vasos magníficos e intrincados de prata e ouro, que permanecem incomparáveis em qualidade e design do período.

### Tour mundial do tesouro do naufrágio da Dinastia Tang
Com o apoio da propriedade de Tan Sri Khoo Teck Puat, a carga do dhow árabe - que foi usado como o modelo verdadeiro e original - é agora geralmente referida entre os círculos acadêmicos como o "Tesouro do Naufrágio Tang: Coleção Marítima de Cingapura".